# Ljungbergshallen

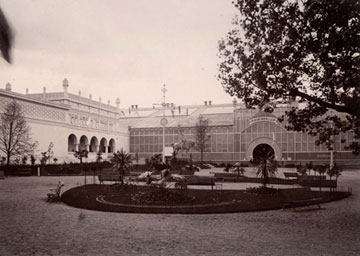
Maskinhallen, entré

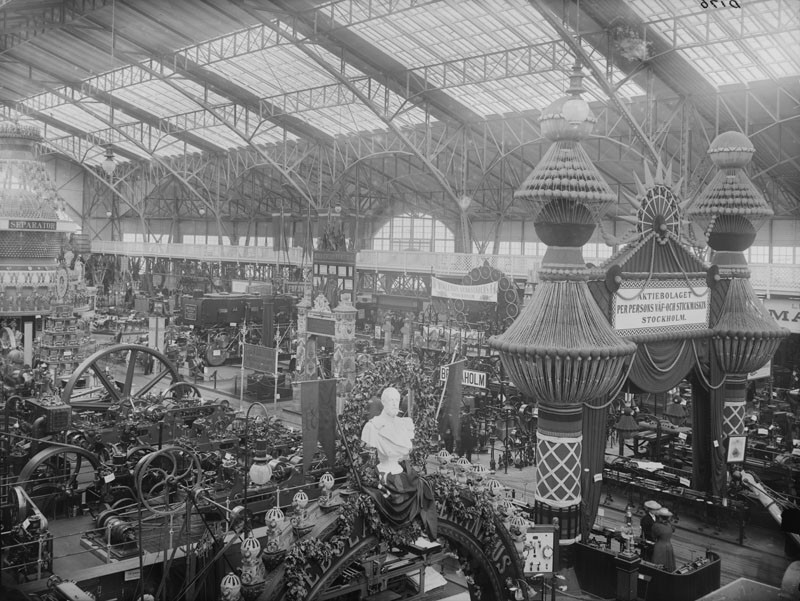
Maskinhallen, interiör

Ljungberghallen var en fabriksbyggnad på Kvarnsvedens pappersbruk inom Stora Enso i Borlänge. Den hade sitt namn efter Erik Johan Ljungberg, som var chef för Stora Kopparbergs Bergslags AB 1888–1913.
Hallen, som ritades av arkitekten Ferdinand Boberg och ingenjören Fritz Söderbergh, uppfördes som "Maskinhallen" på Allmänna konst- och industriutställningen på Djurgården i Stockholm 1897. I hallen visades produkter med en tyngdpunkt i mekanisk verkstadsindustri, bland andra ångmaskiner, generatorer, lokomotiv, ångturbiner från ASEA och AB de Lavals Ångturbin, velocipeder, telefonapparater och separatorer. Den största enskilda avdelningen var J & C. G. Bolinders Mekaniska Verkstads AB:s, och stort utrymme ägnades också åt elektricitet.
Den uppfördes som en då modern konstruktion av stål från Domnarvets järnverk, som vidarebearbetats av Motala verkstad och Bergsunds mekaniska verkstad till en smäcker stålkonstruktion med en utformning enligt den rådande dominerande jugendstilen. Stålskelettet täcktes av glas och en genomskinlig juteväv som var rosa på utsidan och blå på insidan. Hallen monterades ned efter utställningen och återuppfördes som pappersmaskinhall på Kvarnsvedens pappersbruk i Borlänge. Därvid grävdes hallen ned några meter för att medge utrymme för ångmaskiner i en källarvåning för att driva pappersmaskinerna. Det installerades också ett mellanbjälklag. 
Senare har också hallen försetts med nya väggar av betong och mursten.
Hallen innehöll tidigare Kvarnsvedens pappersbruks pappersmaskiner PM1 - PM 7, men användes sedan 1992 inte längre som maskinhall, och revs i februari 2023. World Monuments Fund tog upp den på sin lista över hotad industriarkitektur 2008.